# Xbox Live Arcade
Xbox Live Arcade eller XBLA var en del av Xbox Live där användare kunde köpa och ladda ner datorspel till Xbox och senare till Xbox 360. Tjänsten lanserades den 6 november 2004.
Tjänsten lades ner den 29 juli 2024 när onlinebutiken för Xbox 360 stängdes. Varumärket användes inte för Xbox One och senare konsoler.